# Lycium nodosum var. isthmense
Lycium nodosum var. isthmense es una subespecie de planta fanerógama de la familia Solanaceae.

## Clasificación y descripción de la especie
Arbusto poco espinoso o inerme, de 1 a 2 m de alto, con ramas flexuosas, extendidas. Hojas fasciculadas, de 10 a 35 mm de largo y de 2 hasta 12 mm de ancho, angostas hasta ampliamente redondeadas en el ápice. Flores solitarias en los fascículos foliares; cáliz campanulado, de 3 a 4 mm de largo, 4 o 5 lobado, lóbulos triangulares, con los ápices agudos y pilosos. Corola rotada campanulada; tubo de la corola de 4 a 5 mm de largo, externamente glabro, piloso en el interior, lóbulos de la corola violáceos, redondeados en el ápice, de 2 a 3 mm de largo, estambres ligeramente desiguales en longitud, filamentos densamente pilosos en la cuarta parte inferior, anteras de 1 mm de largo. Estilos de aproximadamente 4 mm de largo. Frutos: bayas rojas, ovoides de 7 a 9 mm de largo y 5 a 6 mm de ancho con numerosas semillas.

## Distribución de la especie
Se localiza en México, al este de Salina Cruz y al sur de Juchitán, en el estado de Oaxaca.

## Ambiente terrestre
Forma parte de las comunidades de halófitas, cercanas a las playas.

## Estado de conservación
No se encuentra bajo ninguna categoría de riesgo en las normas mexicanas e internacionales (Norma Oficial Mexicana 059).